# Način primene leka
Način primene u farmakologiji i toksikologija je način na koji se lek, tečnost, otrov, ili druga supstanca unosi u telo.

## Klasifikacija
Načini primene se obično klasifikuju po mestu primene (ili izlaganja). Pravac ili kurs koji aktivna supstanca uzima od mesta primene do mesta gde ostvaruje svoje dejstvo je obično stvar farmakokinetike (zavistan je od procesa apsorpcije, distribucije, i eliminacije lekova). Uprkos tome, sam način, posebno transdermalni ili transmukozni putevi, se obično nazivaju načinom primene leka. Lokacija ciljnog mesta aktivne supstance je obično u domenu farmakodinamike (odnosi se na fiziološka dejstva lekova). Postoji i klasifikacija načina primene kojoj se razdvajaju lekovi po tome da li je njihovo dejstvo lokalno (in "topička" administracija) ili sistemsko (u „enteralnoj“ ili „parenteralnoj“ administraciji).

## Spoljašnje veze
- 10-ti SAD-Japan simpozijum i sistemima za primenu lekova
- Način primene leka